# Ярнолтувек
Ярнолтувек (пол. Jarnołtówek, нім. Arnoldsdorf) — село в Польщі, у гміні Ґлухолази Ниського повіту Опольського воєводства.
Населення — 771 особа (2011).

## Демографія
Демографічна структура станом на 31 березня 2011 року:
|          | Загалом | Допрацездатний вік | Працездатний вік | Постпрацездатний вік |
| -------- | ------- | ------------------ | ---------------- | -------------------- |
| Чоловіки | 372     | 69                 | 257              | 46                   |
| Жінки    | 399     | 58                 | 228              | 113                  |
| Разом    | 771     | 127                | 485              | 159                  |